# Prästvike
Prästvike är en sjö på Ormsö i västra Estland.  Den ligger i Ormsö kommun i landskapet Läänemaa, 100 km sydväst om huvudstaden Tallinn. Prästvike ligger en meter över havet. Arean är 0,41 kvadratkilometer. Den sträcker sig 1 kilometer i nord-sydlig riktning, och 0,5 kilometer i öst-västlig riktning.
Prästvike ligger på gränsen mellan byarna Magnushov i väster och Hullo i öster. Den avvattnas av ån Prästvike oja som mynnar i Hulloviken på öns södra strand. 